# شث خيطي الشكل
شث خيطي الشكل (الاسم العلمي:Dodonaea filiformis) هو نوع من النباتات يتبع جنس الشث من الفصيلة الصابونية.